# Privacidad en los asistentes virtuales
Los asistentes virtuales se definen como un software cuyo objetivo es ayudar al usuario a llevar a cabo tareas de diverso tipo.  Entre los más conocidos podemos citar a Alexa de Amazon o a Siri de Apple. Google o Microsoft también cuentan con asistentes propios. Hay ciertas dudas acerca de la privacidad en la información que se comparte con los terceros que operan estos asistentes. Especialmente, con cómo estos datos pueden llegar a utilizarse.
Puesto que los ayudantes virtuales, al igual que ocurre con los robots u otras inteligencias artificiales, se consideran a menudo cuerpos «nurturing» (que se alimentan), los consumidores pueden obviar los elementos potencialmente controvertidos, otorgando más valor a la comodidad que proporcionan que a su nivel de privacidad. Cuándo las personas establecen relaciones con sus dispositivos, tienden a acercarse más a aquellos que realizan funciones humanas, que es justo lo que hacen los asistentes virtuales. La  privacy by design (Privacidad por Diseño) y el Botón de Seguridad Virtual (Botón VS) proponen métodos para conseguir que los usuarios cuenten tanto con la comodidad como con la ayuda. 

## Verificación de una capa frente a la de capa múltiple
Se ha propuesto el Botón de Seguridad Virtual, que detectaría el movimiento, como un método para añadir niveles a la verificación en aquellos dispositivos en los que actualmente sólo existe una capa. Hasta el momento, los dispositivos con verificación de un solo nivel, se activan utilizando únicamente la voz. Esta voz podría pertenecer a cualquiera, no necesariamente la del usuario deseado, lo que hace que el método no sea totalmente fiable. La verificación de nivel múltiple obliga a superar varias capas de seguridad para permitir al asistente virtual iniciar su función. El botón de Seguridad Virtual proporcionaría una segunda capa de verificación para dispositivos como Alexa, que se iniciaría mediante una combinación de voz y movimiento.
Un ejemplo de circunstancia concreta en la que hay preocupación por la falta de sistemas de verificación obligatorios para desbloquear el acceso al asistente virtual y darle una orden es Alexa, de Amazon, se queda en una casa o área residencial sin vigilancia.  Actualmente, solo hay una capa de verificación, que es la de la voz. No hay una capa que requiera que el propietario del asistente virtual esté presente. Por lo tanto, con una sola barrera para acceder a toda la información a la que tienen acceso los asistentes virtuales, se plantean dudas con respecto a la seguridad de la información que se maneja.  Estas dudas sobre la privacidad han pesado en la decisión del sector tecnológico de añadir capas al proceso de verificación, como un botón de seguridad virtual.

### Verificación por voz de Siri
La función «Hola Siri» permite al iPhone escuchar a través del sonido ambiental hasta localiza la frase «Hola Siri».  Una vez que detecta esta frase, Siri se activa para responder.  Si un usuario de iPhone desea que no se le escuche constantemente, puede desactivar la función «Hola Siri».  Con esta función desactivada, el dispositivo no estará siempre a la espera de escuchar esas dos palabras y, por lo tanto, otra información no se registrará en el proceso.  Esta verificación por voz hace las funciones de capa simple, ya que la voz es lo único que se utiliza para verificar que se trata del usuario. 

## Ejemplos de asistentes virtuales

### Alexa de Amazon
Alexa está vinculado al altavoz «Echo» creado por Amazon y es, principalmente, un dispositivo controlado por voz que puede reproducir música y brindar información al usuario, así como realizar otras funciones.  Como se controla usando la voz, no tiene botones.  No cuenta con ninguna medida que determine si la voz escuchada es en realidad la del propietario.  El botón de seguridad virtual (botón VS) se ha propuesto como un posible método para agregar más seguridad a este asistente virtual.

#### Los beneficios de añadir el botón VS a Alexa
El botón VS se sirve de la tecnología de las redes wifi para detectar el movimiento cinemático de los humanos. Un escenario de robo en la casa supone un peligro, ya que la tecnología de bloqueo inteligente se puede activar al haber movimiento.  El botón VS, que añade otra capa de verificación a Alexa reduciría, por tanto, el peligro de este tipo de escenario.  La introducción del botón de seguridad virtual agregaría otro nivel de verificación y, en consecuencia, agregará privacidad al dispositivo.

### Siri de Apple
Siri es el asistente de Apple para el iPhone.  Recopila los datos que los usuarios le proporcionan y tiene la capacidad de utilizarlos.  El ecosistema de la interfaz, que es donde habita la información, es fundamental a la hora de calcular el nivel de privacidad. Otra información sensible que puede verse comprometida es la de la ubicación si uno utiliza la función GPS del teléfono.  Cualquier dato intercambiado con el asistente, como tu ubicación, se almacena en estos ecosistemas.

#### «Hola Siri»
El «Hola Siri», activa el dispositivo mediante la voz y, a partir de ese momento, recopila el sonido ambiente hasta que localiza de nuevo las palabras «Hola Siri».  Esta función puede ser útil para las personas con discapacidad visual, ya que les permite acceder a las aplicaciones del teléfono usando únicamente su voz.

#### El nivel de verificación de Siri
Siri de Apple también cuenta únicamente con un nivel de verificación.  Si el usuario establece un código de acceso para utilizar alguna función, Siri le pedirá que lo introduzca.  Sin embargo, los usuarios dan mucho valor a la comodidad, por lo que muchos dispositivos no tienen códigos de acceso.

### Cortana
Cortana, el asistente Microsoft , también se activa por voz y, por lo tanto, también utiliza únicamente un nivel para la verificación.  No utiliza el botón VS como segundo nivel de verificación. La mayoría de los comandos que utiliza son los relacionados con el tiempo que hace, las llamadas a los contactos o las indicaciones de dirección.  Todos estos comandos requieren una visión de la vida del usuario porque, en el proceso de responder a estas consultas, el dispositivo examina sus datos, lo que representa un riesgo de privacidad. 

### El Asistente de Google
El Asistente de Google (al principio Google Now) es el asistente virtual más humano.  Las similitudes se derivan del uso del lenguaje natural y del hecho de que este asistente anticipa en gran medida las tareas que los humanos van a querer que realice.  Este conocimiento previo hace que la interacción sea mucho más natural.  Algunas de estas interacciones se denominan comandos promocionales.

### Asistentes virtuales automatizados para viajes colaborativos
Las compañías de viajes colaborativos, como Uber y Lyft,  utilizan la inteligencia artificial para escalar sus ámbitos de influencia.  Utilizan algoritmos para determinar los precios de «pico» o «prime time» con el fin de crear precios adaptables que cambian con la oferta y la demanda del desplazamiento.  Además, esta función de inteligencia artificial ayuda a resolver los problemas de privacidad que puedan surgir en el uso que los empleados de Uber y Lyft hacen de los datos confidenciales de los clientes.  Sin embargo, las inteligencias también pueden «interactuar» entre sí. Por tanto, estas dudas sobre privacidad en las empresas siguen siendo importantes.

## Accesibilidad de los términos y condiciones
Los términos y condiciones que el usuario tiene que aceptar es el primer paso para uso proporciona a las empresas como Apple Corporation acceso a los datos. Este contrato describe no solo las funciones de los dispositivos, sino también qué información es privada y cualquier otra información que la compañía considere necesario detallar.  Incluso para los clientes que leen esta información, la información a menudo se decodifica de una manera vaga y poco clara.  El texto aparece en una fuente pequeña y, a menudo, se considera que se abarca un espectro de información demasiado amplio para el usuario medio.

## Privacidad por diseño
La privacidad por diseño hace que la interfaz sea más segura para el usuario.  La privacidad por diseño se produce cuando el mapa de producto inicial ya incorpora los aspectos de privacidad en el momento en que se crea el objeto o programa.  Incluso las tecnologías que no tienen demasiado que ver con la ubicación tienen la capacidad de rastrear la tuya.  Por ejemplo, las redes WiFi son un riesgo si quieres conservar el anonimato de tu ubicación.  Muchas organizaciones están trabajando ya en que haya mayor regulación en la privacidad por diseño para que cada vez más compañías la adopten.
Si un producto no tiene privacidad por diseño, el fabricante debería plantearse añadirle otras variantes.  El objetivo es que las organizaciones se formen para garantizar que la privacidad mediante el diseño se realice utilizando un estándar, lo que la haría más fiable que la privacidad por elección. El estándar tendría que ser lo suficientemente alto como para evitar las lagunas de información que puedan ser susceptibles de vulneración. Se podría aplicar el mismo marco a los asistentes virtuales. 
Varias patentes contemplan el requisito de que las tecnologías como la inteligencia artificial incluyan de forma natural varios modos de privacidad. Estas propuestas incluyen la privacidad pro diseño, que se produce cuando se incorporan aspectos de privacidad al mapa inicial de un dispositivo. De esta manera, las empresas no necesitan incorporar la privacidad a sus diseños futuros sino que pueden diseñarse ya teniéndola en cuenta. Esto permitiría un método más infalible para garantizar que los algoritmos de privacidad incluyan incluso los casos más extremos.

## Inteligencia artificial
La inteligencia artificial en su conjunto intenta emular las acciones del ser humano, proporcionándole servicios de lo que debería poder desembarazarse. Se forman varias interfaces tecnológicas en el proceso de automatización de estas acciones. 
El problema que sigue sin resolverse está relacionado con la idea de que los asistentes virtuales seleccionan contenido para procesar la información y realizar sus funciones. De cara a la inteligencia artificial en general y para los asistentes virtuales en particular, es fundamental controlar lo que hacen con esta información y cómo puede verse comprometida. 

## Polémica
Ha habido mucha polémica centrada en las opiniones que pueden adoptar los asistentes. La posibilidad de que los asistentes adopten posiciones controvertidas sobre ciertos problemas ha aumentado a medida que la tecnología ha evolucionado. Nos referimos a puntos de vista de tipo político que pueden tener un impacto en la sociedad, puesto que el uso de los asistentes está ya muy extendido.
El crowdsourcing también es polémico. Aunque proporciona una vía de innovación a través de los usuarios, podría también constituir un medio para que las empresas se atribuyan un mérito de innovación que no les corresponde, al ser del usuario.

### Enfoque de Mago de Oz
Una de las formas de investigar la interacción entre humanos y robots se conoce como «enfoque de Mago de Oz».  Plantea que un líder humano de un estudio complemente al robot mientras que el usuario lleva a cabo una tarea de búsqueda.  De esta manera, entra en juego el «enfoque de Mago de Oz», sumado a la evaluación humana de la inteligencia artificial y los robots.  Cuando la tecnología se acerca a la idiosincrasia humana, el «enfoque de Mago de Oz» establece que dicha tecnología tiene la capacidad de evaluar y aumentar otras tecnologías de inteligencia artificial. Además, el método también sugiere, aunque no sea igual al humano, la tecnología, puede optimizarse. Por lo tanto, para considerarse optimizados, siempre que tengan características útiles, los asistentes virtuales no tienen que enfocar toda su innovación en volverse más humanos. 